# Émetteur du Bois de Châ
L'émetteur du Bois de Châ, situé à 2 km d'Herserange, dans le département de Meurthe-et-Moselle en Lorraine, est une installation servant à la diffusion des chaînes de la TNT, de radios publiques en FM et disposant de relais de téléphonie mobile et de WiMAX.
Il se présente comme un pylône haubané d'une hauteur de 100 mètres. Le site complet est une propriété de l'opérateur TDF (Télédiffusion de France). Il fait partie des émetteurs principaux dans le département, avec celui de Nancy-Malzéville.

## Télévision

### Diffusion analogique[1]
L'émetteur du Bois de Châ n'émet plus de télévision analogique depuis le 28 septembre 2010.
| Chaîne                                | Canal | Puissance (PAR) |
| ------------------------------------- | ----- | --------------- |
| TF1                                   | 52H   | 31 kW           |
| France 2                              | 47H   | 31 kW           |
| France 3 Metz                         | 44H   | 31 kW           |
| Canal+                                | 8H    | 50 W            |
| France 5 (3h - 19h) / Arte (19h - 3h) | 28V   | 500 W           |
| M6                                    | 38V   | 500 W           |

### Diffusion numérique[2]
| Multiplex | LCN            | Chaînes                                                      | Canal | Puissance (PAR) | Diffuseur |
| --------- | -------------- | ------------------------------------------------------------ | ----- | --------------- | --------- |
| R1        | 2 3 4 16 33    | France 2 France 3 Metz France 4 France Info Moselle TV       | 25H   | 20 kW           | TDF       |
| R2        | 8 15 16 17 18  | C8 BFM TV CNews CStar Gulli                                  | 31H   | 10 kW           | TDF       |
| R4        | 5 6 7 9 22 26  | France 5 M6 Arte W9 6ter Paris Première                      | 22H   | 10 kW           | TDF       |
| R6        | 1 8 10 11 15   | TF1 LCP TMC TFX LCI                                          | 33H   | 10 kW           | TDF       |
| R7        | 20 21 23 24 25 | TF1 Séries Films L'Équipe RMC Story RMC Découverte Chérie 25 | 39H   | 10 kW           | TDF       |

## Radio FM
En raison de sa proximité avec Longwy (5 km), l'émetteur du Bois de Châ émet 4 radios publiques et 5 radios privées.
| Fréquence | Radio                 | Catégorie | Puissance | Code RDS (PS) |
| --------- | --------------------- | --------- | --------- | ------------- |
| 88.3      | France Culture        | Publique  | 5 kW      | _CULTURE      |
| 89.3      | Nostalgie             | D         | 1 kW      | NOSTALGI      |
| 90.4      | RTL                   | E         | 1 kW      | __RTL___      |
| 91.0      | France Musique        | Publique  | 5 kW      | MUSIQUE_      |
| 94.8      | Virgin Radio Lorraine | C         | 1 kW      | _VIRGIN_      |
| 98.1      | France Inter          | Publique  | 5 kW      | __INTER_      |
| 101.4     | RCF Lorraine Nancy    | A         | 1 kW      | RCF_LOR_      |
| 103.6     | Fun Radio Lorraine    | C         | 1 kW      | __F_U_N_      |
| 104.3     | France Info           | Publique  | 5 kW      | __INFO__      |

## Téléphonie mobileet autres transmissions[5]
| Opérateur        | 2G  | 3G  | 4G  | FH  |
| ---------------- | --- | --- | --- | --- |
| Orange           | Oui | Non | Non | Non |
| SFR              | Oui | Oui | Oui | Oui |
| Bouygues Telecom | Oui | Oui | Non | Oui |
| Free             | Non | Oui | Oui | Oui |

- TDF : faisceau hertzien
- IFW (opérateur WiMAX) : BLR de 3 GHz

## Photos du site
- Sur tvignaud (consulté le 3 mai 2017).
- Sur annuaireradio.fr (consulté le 3 mai 2017).